# Gebit

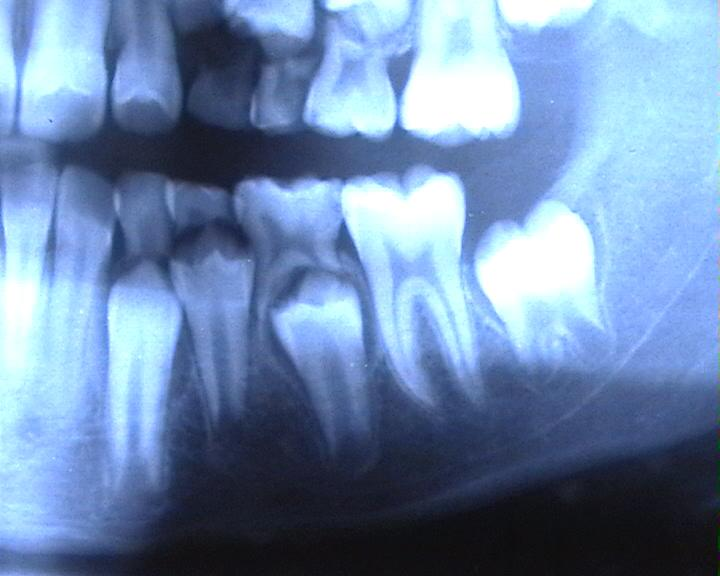
Een röntgenfoto van een deel van een menselijk gebit. Tandartsen gebruiken deze techniek om onder andere tandbederf op te sporen. Ook zijn duidelijk de melktanden boven de volwassen kiezen te zien.

Een gebit is het samenstel van tanden en kiezen dat in de mond van een mens of de bek of muil van een dier kan worden aangetroffen. 
Het gebit heeft verschillende functies. Een van de belangrijkste functies is het (voor)verwerken van voedsel. Voor dieren is het daarnaast ook een belangrijk aanvalswapen, ze kunnen er een prooi mee bijten. Aan een gebit is te zien of een dier een carnivoor, herbivoor of omnivoor is.

## Gebitsontwikkeling bij dieren
- Een olifant heeft over zijn leven 7 generaties tanden.
- De tanden van veel reptielen en haaien worden constant vervangen. Sommige reptielen zijn soms op hoge leeftijd volledig tandeloos. Schildpadden en vogels hebben helemaal geen tanden, maar een verhoornde bek die bij de vogels een snavel wordt genoemd.
- Van veel knaagdieren groeien de tanden het hele leven door, terwijl ze net zo hard weer afslijten.
- De narwal heeft één zeer grote, eenhoornachtige tand, waarin miljoenen zenuwen lopen. Daarmee bezit deze walvissoort neurologisch gezien de meest complexe tand, voor zover bekend.

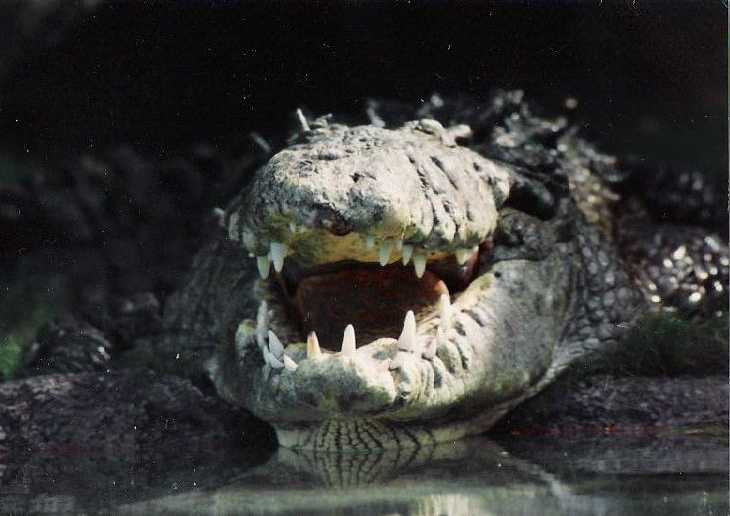
Het gebit van een krokodil werkt zeer afschrikwekkend. Om dit "wapen" in perfecte conditie te houden, wisselen de tanden soms wel 40 keer.